# Dorcadion accola
Dorcadion accola är en skalbaggsart som beskrevs av Lucas Friedrich Julius Dominikus von Heyden 1894. Dorcadion accola ingår i släktet Dorcadion och familjen långhorningar. Inga underarter finns listade i Catalogue of Life.